# قره آغاج (صابرآباد)
قره‌آغاج (به ترکی آذربایجانی: Qaraağac) یک منطقه مسکونی در جمهوری آذربایجان است که در شهرستان صابرآباد واقع شده است. قره آغاج ۲۰۸۰ نفر جمعیت دارد.